# Russian Soil
Russian Soil ist ein sowjetischer Dokumentar-Kurzfilm aus dem Jahr 1941. Er wurde von der Amkino Corporation in den USA vertrieben. Bei der Oscarverleihung 1942 erhielt Russian Soil eine Nominierung für einen Oscar in der Kategorie Bester Dokumentar-Kurzfilm.